# Prionosthenus baalbekianus
Prionosthenus baalbekianus är en insektsart som beskrevs av Werner 1939. Prionosthenus baalbekianus ingår i släktet Prionosthenus och familjen Pamphagidae. Inga underarter finns listade i Catalogue of Life.